# Tito e os Pássaros
Tito e os Pássaros é um filme de animação brasileiro de 2018 produzido pela Bits Produções com direção de Gustavo Steinberg, Gabriel Bitar e André Catoto.
O filme teve sua estreia mundial no Festival de Annecy, na França, em junho de 2018. A produção foi inscrita para concorrer ao Óscar de melhor filme de animação, ficando na lista de pré-indicados pela Academia de Hollywood.

## Sinopse
O filme é uma alegoria excêntrica, mas apaixonada sobre o medo afetando um menino chamado Tito, que adora ajudar seu pai cientista Rufus com suas invenções (apesar de sua mãe cética preocupada); o mais recente envolvendo uma máquina que pode entender o canto dos pássaros que se quebram, resultando em separação. Anos depois, a epidemia de medo está se espalhando e Tito deve resistir a ela contando com seus amigos Sarah e Buiú para encontrar uma cura para seu pai e suas pesquisas para sua máquina antes que seja tarde demais.

## Elenco

### Voz original
| Ator/Atriz           | Personagem  |
| -------------------- | ----------- |
| Pedro Henrique       | Tito        |
| Denise Fraga         | Rosa        |
| Matheus Nachtergaele | Dr. Rufus   |
| Mateus Solano        | Alaor Souza |

## Recepção
Tito e os Pássaros foi muito bem recebido pela crítica nacional e internacional sendo noticiado em vários sites e jornais importantes. Entre os usuários do site IMDb, em 18 de março de 2021, o filme obtinha uma média de 6,5/10 com base em 426 avaliações.
Da Folha de S.Paulo, Bruno Molinero avaliou o filme com 4 de 5 estrelas, dizendo: "A produção é mais um sopro de frescor no cinema nacional, vindo de um setor que vem mostrando que animação é muito mais do que só desenhinho para crianças."
Guy Lodge, da revista Variety, também elogiou o filme dizendo: "Empregando uma fusão iridescente sombria de tinta a óleo e enfeites digitais, torna uma distopia crescente em cores cambaleantes [...] é uma alegoria política extraordinariamente sincera para o público jovem, explorando os perigos de notícias falsas, propaganda e separatismo social."
Do New York Times, Ben Kenigsberg escreveu que: "Os prazeres do filme são principalmente visuais, seja nos grossos redemoinhos de tinta usados para sugerir um acidente de laboratório de fogo; as peculiaridades de design (faces com overbites proeminentes); ou a paleta sombria, geralmente preta e escura."

## Principais prêmios e indicações
| Ano  | Festival                                       | Categoria                             | Resultado | Ref.  |
| ---- | ---------------------------------------------- | ------------------------------------- | --------- | ----- |
| 2018 | Anima Mundi Animation Festival                 | Melhor Filme                          | Venceu    | [ 5 ] |
| 2018 | Chicago International Children's Film Festival | Melhor Filme ou Vídeo de Animação     | Venceu    |       |
| 2018 | Chicago International Children's Film Festival | Melhor Animação                       | Venceu    |       |
| 2018 | Children's Film Festival Seattle               |                                       | Venceu    |       |
| 2018 | Festival de Cinema de Havana                   |                                       | Venceu    |       |
| 2018 | Mar del Plata Film Festival                    | Melhor Filme                          | Indicado  |       |
| 2018 | Annecy International Animated Film Festival    | Melhor Filme                          | Indicado  |       |
| 2018 | Bucheon International Animation Film Festival  | Melhor Filme                          | Indicado  |       |
| 2019 | Annie Awards                                   | Melhor Filme de Animação Independente | Indicado  | [ 6 ] |
| 2019 | Guadalajara International Film Festival        | Melhor Filme de Animação              | Indicado  |       |
| 2020 | Prêmio Guarani de Cinema Brasileiro            | Melhor Filme de Animação              | Indicado  |       |
| 2020 | Grande Prêmio do Cinema Brasileiro             | Melhor Filme de Animação              | Venceu    | [ 7 ] |